# Loving in Stereo
Loving in Stereo es el tercer álbum de estudio de la banda británica de música electrónica Jungle, lanzado el 13 de agosto de 2021. Es su primer lanzamiento mediante su propio sello independiente, Caiola Records, siendo distribuido y comercializado por AWAL, división de Sony Music. 
El álbum fue publicado tres años después del segundo trabajo de la banda, For Ever (2018), y es el primero que contiene colaboraciones con artistas, entre ellos el rapero estadounidense Bas o el músico suizo-tamil Priya Ragu. Además, el álbum fue precedido por cinco sencillos: "Keep Moving", "Talk About It", "Romeo", "Truth" y "All of the Time".

## Composición
En su conjunto, el álbum abarca temas como "los nuevos comienzos, los nuevos amores y la lucha frente a las adversidades". En una entrevista sobre el disco, uno de los líderes de la banda declaró lo siguiente: 
"Cuando escribimos música hay esperanza. Quizás hoy creemos algo que influya en las personas y que cambie la manera en la que sientan. Si puedes hacer algo que motive a la gente, obtienes una sensación increíble".

## Lanzamiento
El 16 de marzo de 2021, Jungle publicó un avance titulado «Loving in Stereo», el cual mostraba a varios bailarines asociados a la banda y que habían colaborado en videoclips de canciones anteriores, interpretando un baile en lo que parecía una prisión o un edificio abandonado. En el momento del lanzamiento del avance, no estaba claro si el título hacía referencia a un próximo álbum o a un sencillo. El 22 de marzo, el dúo confirmó que Loving in Stereo serviría como título de su tercer álbum de estudio, a través del anuncio del primer sencillo del álbum, «Keep Moving». Esta última canción fue presentada en el programa de Annie Mac en la BBC Radio, Hottest Record in the World, en el programa del 23 de marzo de 2021.
El álbum se publicó oficialmente el 13 de agosto de 2021 mediante la firma discográfica independiente del grupo, Caiola Records. Estuvo disponible en formato CD, LP, descarga digital y transmisión. Además, se puso a disposición una edición realizada en mármol azul en diversas tiendas internacionales de JB Hi-Fi.

## Recepción
Loving in Stereo recibió en Metacritic una puntuación de 81 sobre 100 basada en críticas profesionales, lo que indica una "aclamación universal".

## Promoción

### Sencillos
«Keep Moving» se lanzó el 23 de marzo de 2021 como sencillo principal del álbum. Se estrenó en el programa Hottest Record in the World, presentado por Annie Mac en la BBC Radio 1.
Seguidamente, «Talk About It» se lanzó el 2 de junio de 2021 como segundo sencillo. Se estrenó de la misma manera que su predecesor, en el programa Hottest Record in the World de Annie Mac.
Finalmente, «Romeo», con la colaboración del rapero estadounidense Bas, se lanzó el 6 de julio de 2021 como tercer sencillo. Fue el primer sencillo con un artista destacado de la banda.

### Gira
Junto con el anuncio del álbum, la banda anunció además los detalles de una gira internacional, que comenzó en septiembre de 2021. 

## Lista de canciones
Todas las pistas han sido producidas por Josh Lloyd, exceptuando «Can't Stop the Stars», en la que además de Lloyd también participó Tom McFarland.

| Volcano |                                    |                                                                             |          |  |
| N.º     | Título                             | Escritor(es)                                                                | Duración |  |
| 1.      | «Dry Your Tears»                   | Josh Lloyd, Thomas McFarland, Inflo                                         | 1:20     |  |
| 2.      | «Keep Moving»                      | Lloyd, Lydia Kitto, McFarland                                               | 4:00     |  |
| 3.      | «All of the Time»                  | Lloyd, McFarland, Kitto, George Day, Jamie Lloyd-Taylor, Laurence Hammerton | 3:02     |  |
| 4.      | «Romeo» (con Bas)                  | Lloyd, McFarland, Taylor, Abbas Hamad, Ronald McCoy                         | 2:46     |  |
| 5.      | «Lifting You»                      | Lloyd, Kitto, McFarland                                                     | 2:46     |  |
| 6.      | «Bonnie Hill»                      | Lloyd, McFarland, Cover, Andrew Wyatt                                       | 3:11     |  |
| 7.      | «Fire»                             | Lloyd, Taylor                                                               | 2:45     |  |
| 8.      | «Talk About It»                    | Lloyd, McFarland, Cover                                                     | 3:24     |  |
| 9.      | «No Rules»                         | Lloyd, McFarland                                                            | 2:25     |  |
| 10.     | «Truth»                            | Lloyd, McFarland                                                            | 2:51     |  |
| 11.     | «What D'You Know About Me?»        | Lloyd, McFarland, Kitto                                                     | 2:49     |  |
| 12.     | «Just Fly, Don't Worry»            | Lloyd, McFarland                                                            | 1:48     |  |
| 13.     | «Goodbye My Love» (con Priya Ragu) | Lloyd, Priya Ragupathylingam                                                | 3:14     |  |
| 14.     | «Can't Stop the Stars»             | Lloyd, McFarland, Taylor, Dominic Whalley                                   | 3:41     |  |
| 40:02   |                                    |                                                                             |          |  |

| Pistas adicionales de la edición japonesa |                     |          |  |
| N.º                                       | Título              | Duración |  |
| 15.                                       | «Don´t You Cry Now» |          |  |
| 16.                                       | «7AM»               |          |  |

## Personal
Jungle
- Josh Lloyd-Watson: escritura, voz, producción ejecutiva, ingeniería, mezcla (1), arreglos, dirección creativa, diseño de portada, guitarra (5, 6, 9–12), bajo (2, 3, 5, 7–10)., 12, 13), teclados y sintetizadores (1–3, 5–8, 11–13), programación de batería (2, 3, 5–9, 11, 12, 14), vibráfono (3, 5), órganos ( 9), tambores (13)
- Tom McFarland – escritura, voz, producción, producción ejecutiva, ingeniería, mezcla (1), arreglos, teclados y sintetizadores (10, 12, 13), programación de batería (10)

Otros músicos
- Andro Cowperthwaite - voz (1, 2, 7, 8, 11)
- George Day - letras, batería (2, 3, 14)
- Lydia Kitto: letras, voz (1–3, 5–8, 11, 12, 14), bajo (11), sintetizadores (11)
- Rudi Salmon - voz (1, 2, 7, 8, 11, 14)
- Andreya Triana - voz (1, 2, 7, 8, 11, 14)
- Dominic Whalley – letras, bajo, piano, batería, percusión (14)
- Bajo - escritura, voz (4)
- Priya Ragu - escritura, voz (13)
- Corrine Bailey - trompa (6, 7, 11, 14)
- Nick Barr - viola (1, 2, 6, 8, 14)
- Luke Bowman - guitarra (10)
- Rossetta Carr - voz (3)
- Meghan Cassidy - viola (1, 2, 6, 8, 14)
- Stephanie Cavey - violín (1, 2, 6, 8, 14)
- Miranda Chambers - voz (1–3, 6–8, 11, 14)
- Portada de Dean "Inflo" Josiah : letras (1, 2, 6, 7), producción (1), voz (1, 6, 8, 14), batería (8)
- Rosie Danvers - arreglo de cuerdas, violonchelo (1, 2, 5, 6, 8, 14), arreglo de metales (6, 11)
- Louis Dowdeswell - trompeta (6, 7, 11, 14)
- Tim Ellis - trompa (6, 7, 11, 14)
- Zehra Güler - voz (2, 3, 7, 8, 11, 14)
- Laurence Hammerton - letras, guitarra (3)
- Fergus Irlanda - bajo (3)
- Sally Jackson - violín (1, 2, 6, 8, 14)
- Bryony James - violonchelo (1, 2, 6, 8, 14)
- Patrick Kiernan - violín (1, 2, 5, 6, 8, 14)
- Mike Lovatt - trompeta (6, 7, 11, 14)
- Trevor Mires - trombón (6, 7, 14)
- Phillip Morris - trompa (6, 7, 11, 14)
- Rae Morris - voz (1, 2, 7, 8, 11, 14)
- Steve Morris - violín (1, 2, 6, 8, 14)
- Hayley Pomfrett - violín (1, 2, 5, 6, 8, 14)
- Kotono Sato - violín (1, 2, 6, 8, 14)
- Sara Sexton - violín (1, 2, 6, 8, 14)
- Ellie Stanford - violín (1, 2, 5, 6, 8, 14)
- Dave Stewart - trombón (6, 7, 14)
- Holly Taylor - voz (1, 2, 7, 8, 11, 14)
- Jamie Lloyd-Taylor – letras, producción (3, 4), guitarra, bajo (4), programación de batería (4), voz (7)
- Chloe Vincent - flauta (2, 6, 8, 14)
- Junior Williams - voz (1, 2, 6–8, 11, 14)
- Martin Williams: flauta (6), saxofón (6, 7, 14), arreglo de metales (14)
- Andrew Wyatt - escritura, bajo, piano (6)

Personal técnico
- Barni Barnicott – mezcla (8)
- Matt Colton – masterización
- Chloe Kraemer - asistente de ingeniería
- Ben Loveland - ingeniería
- Luke Pickering - ingeniería
- Charlie Di Placido – director creativo, producción ejecutiva
- Tucán – mezcla (2–7, 9–14)
- Tom Sandford – diseño gráfico [21]

## Posicionamiento en listas
| Listas (2023-2024)                       | Mejor posición |
| ---------------------------------------- | -------------- |
| Australia (ARIA)                         | 10             |
| Bélgica (Ultratop Flanders)              | 5              |
| Bélgica (Ultratop Wallonia)              | 18             |
| Países Bajos (Album Top 100)             | 11             |
| Alemania (Offizielle Top 100)            | 18             |
| Irlanda (IRMA)                           | 16             |
| Lituania (AGATA)                         | 18             |
| Portugal (AFP)                           | 13             |
| España (PROMUSICAE)                      | 33             |
| Suiza (Schweizer Hitparade)              | 8              |
| Reino Unido (OAC)                        | 3              |
| Estados Unidos (Billboard 200)           | 159            |
| Estados Unidos (Dance/Electronic Albums) | 1              |